# 푸아트 옥타이

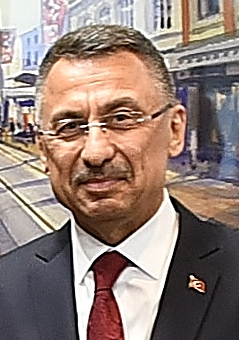
푸아트 옥타이 (2020년)

푸아트 옥타이(튀르키예어: Fuat Oktay, 1964년 ~ )는 튀르키예의 정치인으로, 2018년 7월 10일부터 2023년 6월 3일까지 지낸 초대 튀르키예의 부통령이다. 무소속인 그는 2017년 터키 개헌 국민투표 이후 대통령직이 신설된 데 이어 2016년부터 부통령으로 임명될 때까지 튀르키예의 총리 부비서관을 지냈다.

## 어린 시절 및 경력

### 교육
1964년 요즈가트의 체케레크에서 태어났으며, 취쿠로바 대학교에서 경영학을 공부했다. 1985년에 졸업한 그는 대학에서 연구 조교로 일하기 시작했다. 1990년 디트로이트에 있는 웨인 주립 대학교에서 경영학과 제조 공학 석사 학위를 취득했으며, 산업 공학 박사 학위를 취득했다. 미국에 있는 동안, 그는 자동차 공학과 통신 분야에서 전문적이었다.

### 학술 및 컨설턴트 경력
2001년 경제 위기 동안 옥타이는 베이켄트 대학교의 경영학과장과 부학장을 역임하는 동안 위기 관리 역할에 관여했다. 옥타이는 학구적인 경력과 더불어 국영기업과 민간기업 모두에서 컨설턴트와 조언자로도 활동했으며, 이들 중 많은 기업을 위해 총괄 매니저, 부사장, 전무이사 자격으로 근무했다.

## 공무원
2012년과 2016년 사이에 옥타이는 재난 및 비상 관리 대통령직(AFAD)의 수장을 지냈다. 재임 기간 동안, 그는 튀르키예 정부를 대표하여 다른 나라들과 위험 및 위기 관리 분야에서 몇 가지 협정을 공식화했다.

### 총리부 차관
2016년 6월 18일 튀르키예의 총리 비날리 이을드름의 임명에 따라, 옥타이는 그의 차관으로 임명되었다. 그는 새로운 디지털 및 기술 발전으로 관료 제도를 현대화한 것으로 알려졌다.
그는 2016년 7월 15일 2016년 튀르키예 쿠데타 시도 당시 주요 외교적 저항세력의 일부였다. 튀르키예가 수행한 유프라테스 방어 작전 및 올리브 지부 작전 동안 옥타이는 관련된 여러 관료 기관 간의 조정자 역할을 했다.

## 부통령직
2017년 터키 개헌 국민투표에서는 부정선거 의혹이 불거진 가운데 집행부 대통령 대신 기존 의회제도를 해산하는 개헌안을 유권자들이 아슬아슬하게 승인했다. 새로운 정부 체제는 튀르키예의 대통령이 국가 원수와 정부 원수가 되는 것을 보게 될 것이며, 전 총리직의 정부 수반을 폐지할 것이다. 새로운 제도는 튀르키예의 부통령 직위를 신설하는 것을 부추겼고, 부통령은 대통령의 뜻에 따라 임명되어 2023년까지 직무를 수행하였다.

## 같이 보기
- 튀르키예의 부통령
- 튀르키예의 대통령